# Buda reclinado

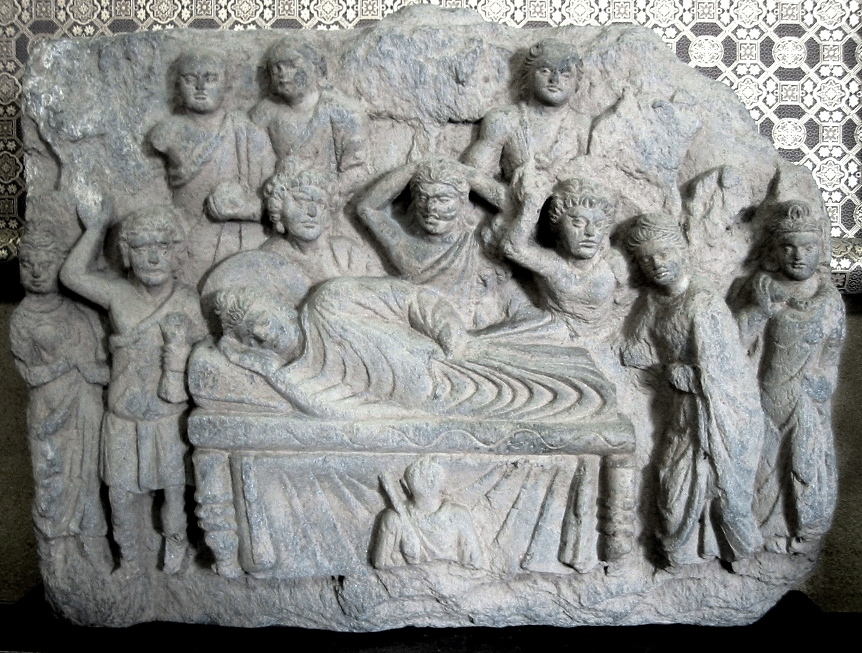
Buda en el paranirvāṇa, arte de Gandara, siglos y.

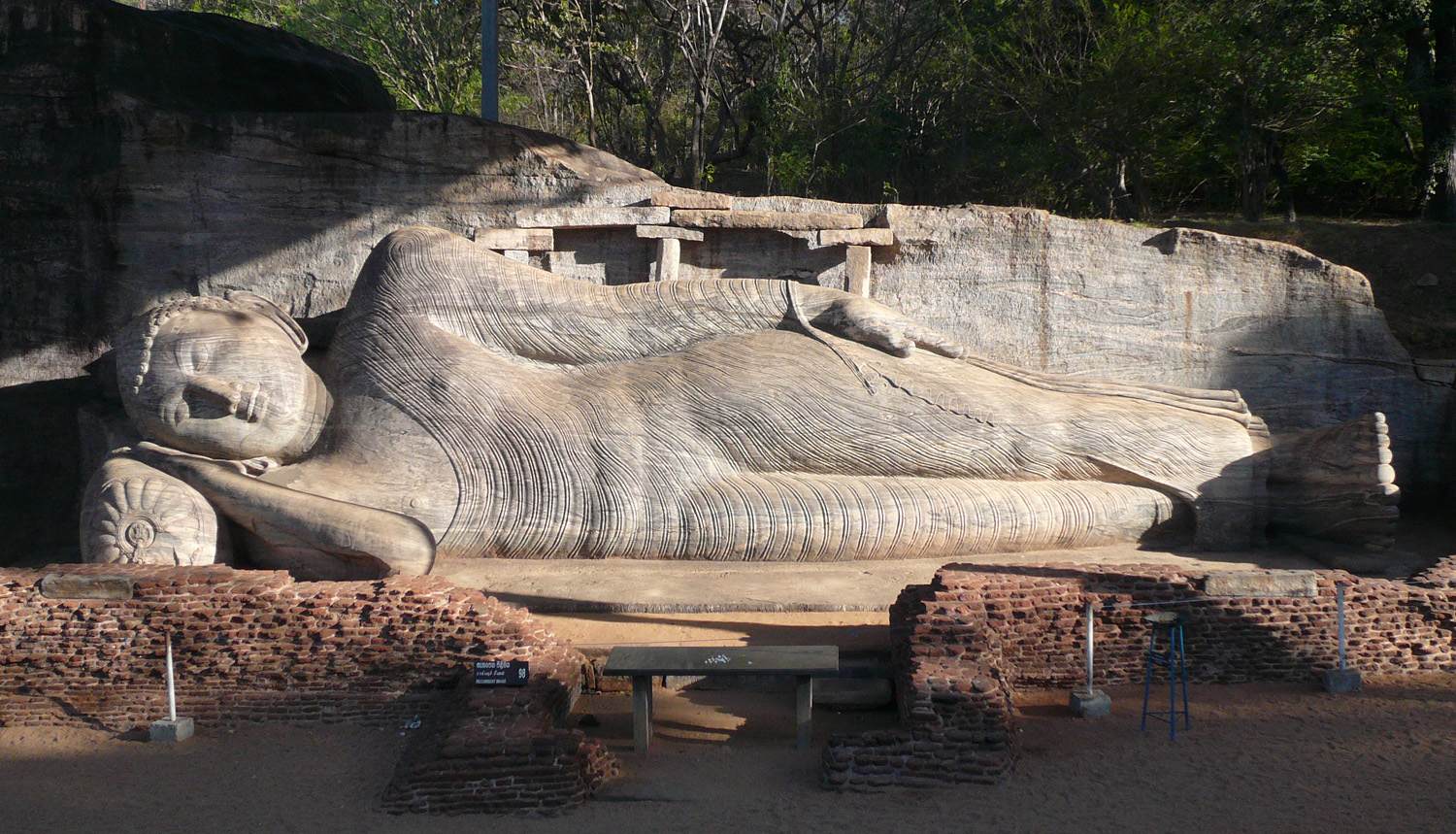
Buda reclinado de Galvihara en Polonnaruwa (Sri Lanka,).

Un Buda reclinado es una estatua que forma parte de la iconografía y estatuaria mayor del budismo. 
Representa al Buda Gautama, el buda histórico, durante su última enfermedad, a punto de entrar en el paranirvāṇa. Está tumbado sobre su flanco derecho, con la cabeza apoyada sobre un cojín, o descansando sobre el codo derecho, soportando la cabeza con la mano.
Parece ser que este modelo se creó al mismo tiempo que otras representaciones de Buda en el arte greco-budista de Gandhara, de los siglos II y III.

## Ejemplos notables
Birmania:
- Chaukhtatgyi Paya (Rangún)

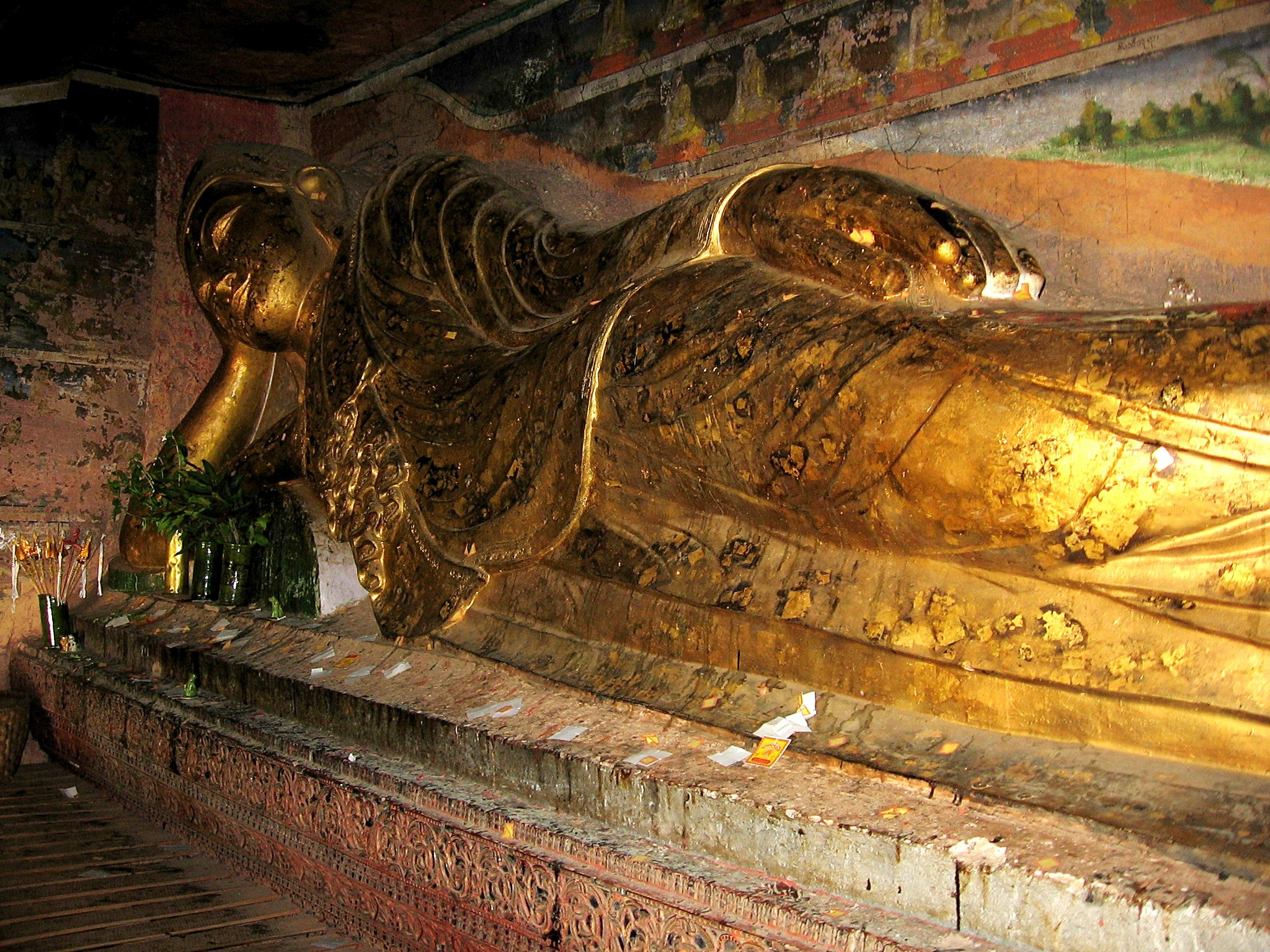
Buda reclinado de las cuevas Hpo

- Cuevas de Hpo win, cerca de Monywa
- Mohnyin Thambuddhei Paya: 90 m de largo (Monywa)
- Shwethalyaung Paya (Bago)
- Templo Manuha (Bagan)

Camboya:
- Lado oeste del Baphuon en Angkor
- Buda monolítico de Phnom Kulen (apoyado en el flanco izquierdo)

India:
- Cueva #26 de Cuevas de Ajantā

Malasia:
- Wat Chaiyamangkalaram in Penang

Sri Lanka:
- Dambulla
- Gal Vihara en Polonnaruwa (siglo XII)

Tailandia:
- Wat Dhammachaksemaram (Buda reclinado del siglo VI de estilo Dvaravati procedente de Muang Sema)
- Wat Lokaya Sutharam en Ayutthaya
- Wat Pho de Bangkok